# 鬼木錬
鬼木 錬（おにき れん、2000年8月28日 - ）は、日本の男子バレーボール選手である。

## 来歴
福岡県八女市出身。バレーボール部の監督に誘われて高校1年生からバレーボールを始める。
祐誠高等学校、日本体育大学を経て、2022-23シーズン、V.LEAGUE DIVISION1 MEN（V1男子）に所属するサントリーサンバーズの内定選手となった。
2023年、大学卒業後に、サントリーサンバーズに入団した。同年、ユニバーシアード日本代表に選出され、ユニバーシアードの試合に出場した。
2023年10月14日、サントリー入団1シーズン目となる2023-24シーズンのV1男子開幕戦となった東京グレートベアーズ戦にスタメン出場を果たし、Vリーグデビューを果たした。
2024年4月、日本代表に追加選出された。

## 球歴
- ユニバーシアード日本代表（2023年）
- 日本代表（2024年）

## 所属チーム
- 祐誠高等学校（2016-2019年）
- 日本体育大学（2019-2023年）
- サントリーサンバーズ/サントリーサンバーズ大阪（2023年-）